# Gobierno Autónomo Municipal de El Alto
Gobierno Autónomo Municipal de El Alto es el nombre oficial de la instancia de gobierno del Municipio de El Alto, o Alcaldía de El Alto que administra el territorio comprendido por el municipio homónimo., la entidad inició su funcionamiento bajo el nombre de Alcaldía tras la creación de la entidad territorial en 1985, previamente este teriitorio era administrado como parte del municipio vecino de  La Paz.
De acuerdo a la ley de Autonomías, y la organización territorial de Bolivia los municipios bolivianos tiene la potestad de elegir sus alcaldes en elecciones locales.
El Gobierno Autónomo Municipal de El Alto, también conocido por sus siglas: GAMEA, se compone del poder ejecutivo, representado por el alcalde y su equipo, y el concejo municipal constituido por representantes elegidos igualmente por voto popular a través de elecciones municipales cada 5 años. Para el periodo 2015-2020 se eligió a Soledad Chapetón como alcaldesa de acuerdo a los resultados de las elecciones subnacionales en Bolivia.

## División política y administrativa
El municipio de El Alto se halla dividido, para su administración, en 14 distritos, 4 de ellos rurales, cada uno  bajo la tuición de una subalcaldía y una autoridad denominada subalcalde, a través de estas entidades se descentralizan algunas actividades administrativas e impositivas.

## Concejo Municipal

### Concejo Municipal (2015-2021)
En las elecciones subnacionales de Bolivia de 2015, el partido político de Unidad Nacional (UN) logró obtener 6 concejales, en cambio el partido del Movimiento al Socialismo (MAS-IPSP) logró obtener 4 concejales y finalmente el partido Soberanía y Libertad para Bolivia (SOL.BO) logró solo 1 concejal.
| Puesto | Concejales Titulares           | Partido                             | Periodo como Concejal                      |
| ------ | ------------------------------ | ----------------------------------- | ------------------------------------------ |
| 1°     | Óscar Zenón Huanca Silva       | Unidad Nacional (UN)                | 31 de mayo de 2015 - 25 de febrero de 2021 |
| 2°     | Edgar Calderón Pomacusi        | Unidad Nacional (UN)                | 31 de mayo de 2015 - 3 de mayo de 2021     |
| 3°     | Jhanneth Chuquimia Tapia       | Unidad Nacional (UN)                | 31 de mayo de 2015 - 3 de mayo de 2021     |
| 4°     | Rebeca Cruz Sangalli           | Unidad Nacional (UN)                | 31 de mayo de 2015 - 3 de mayo de 2021     |
| 5°     | Antíoco Cala Apaza             | Unidad Nacional (UN)                | 31 de mayo de 2015 - 3 de mayo de 2021     |
| 6°     | Sonia García Rodríguez         | Unidad Nacional (UN)                | 31 de mayo de 2015 - 3 de mayo de 2021     |
| 7°     | Nancy Verónica Mamani Flores   | Movimiento al Socialismo (MAS-IPSP) | 31 de mayo de 2015 - 3 de mayo de 2021     |
| 8°     | Wilma Alanoca Mamani           | Movimiento al Socialismo (MAS-IPSP) | 31 de mayo de 2015 - 23 de enero de 2017   |
| -      | Rolando Mauro Medina Sánchez   | Movimiento al Socialismo (MAS-IPSP) | 23 de enero de 2017 - 3 de mayo de 2021    |
| 9°     | Remigio Condori Mamani         | Movimiento al Socialismo (MAS-IPSP) | 31 de mayo de 2015 - 3 de mayo de 2021     |
| 10°    | Juanito Angúlo Huampo          | Movimiento al Socialismo (MAS-IPSP) | 31 de mayo de 2015 - 3 de mayo de 2021     |
| 11°    | Francisco Javier Tarqui Torrez | Soberanía y Libertad (SOL.BO)       | 31 de mayo de 2015 - 25 de febrero de 2021 |

#### Renuncias
El 20 de enero de 2017, la concejala Wilma Alanoca Mamani del  Movimiento al Socialismo, decidió renunciar a su cargo debido a que el Presidente de Bolivia Evo Morales Ayma la posesionó en el alto cargo de Ministra de Culturas y Turismo de Bolivia. En su reemplazo, asumió su suplente, Rolando Mauro Medina Sánchez quien asumió como concejal titular de El Alto.